# Plesiopelma manni
Plesiopelma manni is een spinnensoort uit de familie van de vogelspinnen (Theraphosidae).
De wetenschappelijke naam van de soort werd in 2023 gepubliceerd door Ray Gabriel, Danniella Sherwood en Fernando Pérez-Miles.
De soort komt voor in Bolivia.